# Enoplognatha biskrensis
Enoplognatha biskrensis là một loài nhện trong họ Theridiidae.
Loài này thuộc chi Enoplognatha. Enoplognatha biskrensis được J. Denis miêu tả năm 1945.